# Brave (álbum de Marillion)
Brave é um álbum da banda Marillion lançado em 1994. Ele foi escolhido pela Classic Rock em 2000 como um dos 30 melhores álbuns dos anos 1990 e em 2003 como um dos 30 melhores álbuns conceituais já feitos.
| Críticas profissionais                                                      | Críticas profissionais |
| Avaliações da crítica                                                       | Avaliações da crítica  |
| Fonte                                                                       | Avaliação              |
| --------------------------------------------------------------------------- | ---------------------- |
| Allmusic                                                                    | [ 2 ]                  |
| Dprp.net                                                                    | (10/10)                |
| Esta tabela precisa de ser acompanhada por texto em prosa. Consulte o guia. |                        |

## História
'Brave é um álbum conceitual, com base em uma notícia que Steve Hogarth ouviu no rádio sobre uma garota que foi levada sob custódia policial depois de ser encontrada vagando pela Ponte do Severn. Ela não sabia quem ela era, de onde ela veio e se recusou a sequer falar. Isso inspirou Hogarth a escrever uma história fictícia sobre esta garota e o que poderia ter levado ela a estar na Ponte do Severn nesse estado.
A banda mudou-se para o castelo Marouatte na França para o período de gravação de Brave. Eles até mesmo foram a uma caverna que ficava na área próxima e registraram alguns sons de cavernas que foram usados como ambiente de fundo no álbum. Esse conceito de gravação foi usado mais tarde pelo Radiohead em seu álbum OK Computer. Como engenheiro, eles recrutaram Dave Meegan, que já havia trabalhado com o Marillion em Fugazi. Quanto à EMI, ela realmente queria que a banda fizesse uma "gravação rápida" para obter algum lucro, mas esse projeto progressivamente aumentou, tomando da banda nove meses para escrever e produzir.
Ttrês singles foram lançados: "The Great Escape" (fevereiro de 1994), "The Hollow Man" (março de 1994) e "Alone Again in the Lap of Luxury" (abril de 1994).
O lançamento do vinil duplo de Brave possui um sulco duplo no último lado do álbum, que oferece dois finais para a história deste álbum conceitual. O primeiro sulco toca "The Great Escape" como ouvido no CD, seguido de "Made Again", que resulta em um final feliz; o segundo sulco toca "The Great Escape (Spiral Remake)" e 20 minutos de barulho de água, resultando no final depressivo. "The Great Escape (Spiral Remake)" foi incluída como faixa bônus na reedição remasterizada.
Richard Stanley dirigiu uma versão em filme de 50 minutos de Brave que foi lançada um ano após o álbum. Esse filme leva o final depressivo que consta no segundo sulco duplo.

## Faixas
Todas as canções compostas por Steve Hogarth, Steve Rothery, Mark Kelly, Pete Trewavas e Ian Mosley. Todas as letras compostas por Hogarth exceto onde indicado.

### Edição em vinil
Lado um
1. "Bridge" – 2:55
2. "Living With The Big Lie" – 6:46
3. "Runaway" (Hogarth/John Helmer) – 4:40
4. "Goodbye To All That" – 0:49

Lado dois
1. "Goodbye To All That (continued)" – 11:51
  1. "(i) Wave"
  2. "(ii) Mad"
  3. "(iii) The Opium Den"
  4. "(iv) The Slide"
  5. "(v) Standing in the Swing"
2. "Hard As Love" (Hogarth/Helmer) – 6:41
3. "The Hollow Man" – 4:08

Lado três
1. "Alone Again In The Lap Of Luxury" – 8:13
  1. "(i) Now wash your hands"
2. "Paper Lies" (Hogarth/Helmer) – 5:47
3. "Brave" – 7:56

Lado quatro, sulco um
1. "The Great Escape" (Hogarth/Helmer) – 6:30
  1. "(i) The last of you"
  2. "(ii) Falling from the moon"
2. "Made Again" (Helmer) – 5:02

Lado quatro, sulco dois
1. "The Great Escape" (Hogarth/Helmer) – 5:48
2. "[unlisted water noises]" (Helmer) – 20:00

### Edição em CD
1. "Bridge" – 2:52
2. "Living with the Big Lie" – 6:46
3. "Runaway" – 4:41
4. "Goodbye to all That" – 12:26
  1. "I) Wave"
  2. "II) Mad"
  3. "III) The Opium Den"
  4. "IV) The Slide"
  5. "V) Standing in the Swing"
5. "Hard as Love" – 6:42
6. "The Hollow Man" – 4:08
7. "Alone again in the Lap of Luxury" – 8:13
  1. "I) Now wash your hands"
8. "Paper Lies" – 5:49
9. "Brave" – 7:54
10. "The Great Escape" – 6:29
  1. "I) The last of you"
  2. "II) Falling from the moon"
11. "Made Again" – 5:02

A versão remasterizada de 1998 tem as seguintes faixas extras no segundo CD:
1. "The Great Escape" (orchestral version) – 5:18
2. "Marouatte Jam" – 9:44
3. "The Hollow Man" (Acoustic) – 4:10
4. "Winter Trees" – 1:47
5. "Alone Again in the Lap of Luxury" (Acoustic) – 2:43
6. "Runaway" (Acoustic) – 4:27
7. "Hard as Love" (Instrumental) – 6:48
8. "Living with the Big Lie" (Demo) – 5:12
9. "Alone Again in the Lap of Luxury" (Demo) – 3:17
10. "Dream Sequence" (Demo) – 2:36
11. "The Great Escape" (Spiral Remake) – 5:48

O segundo CD também inclui uma faixa escondida. Cerca de 26 minutos após "The Great Escape" há uma gravação "instrumental" de "The Entertainer" de Scott Joplin, seguida por um breve trecho de conversas de estúdio.

## Músicos
- Steve Hogarth – vocais
- Steve Rothery - guitaras
- Mark Kelly - teclados
- Pete Trewavas - baixo
- Ian Mosley - bateria

## Paradas
Álbum
| Ano  | Parada          | Melhor posição |
| ---- | --------------- | -------------- |
| 1994 | UK Albums Chart | 10             |